# Conde de Kent

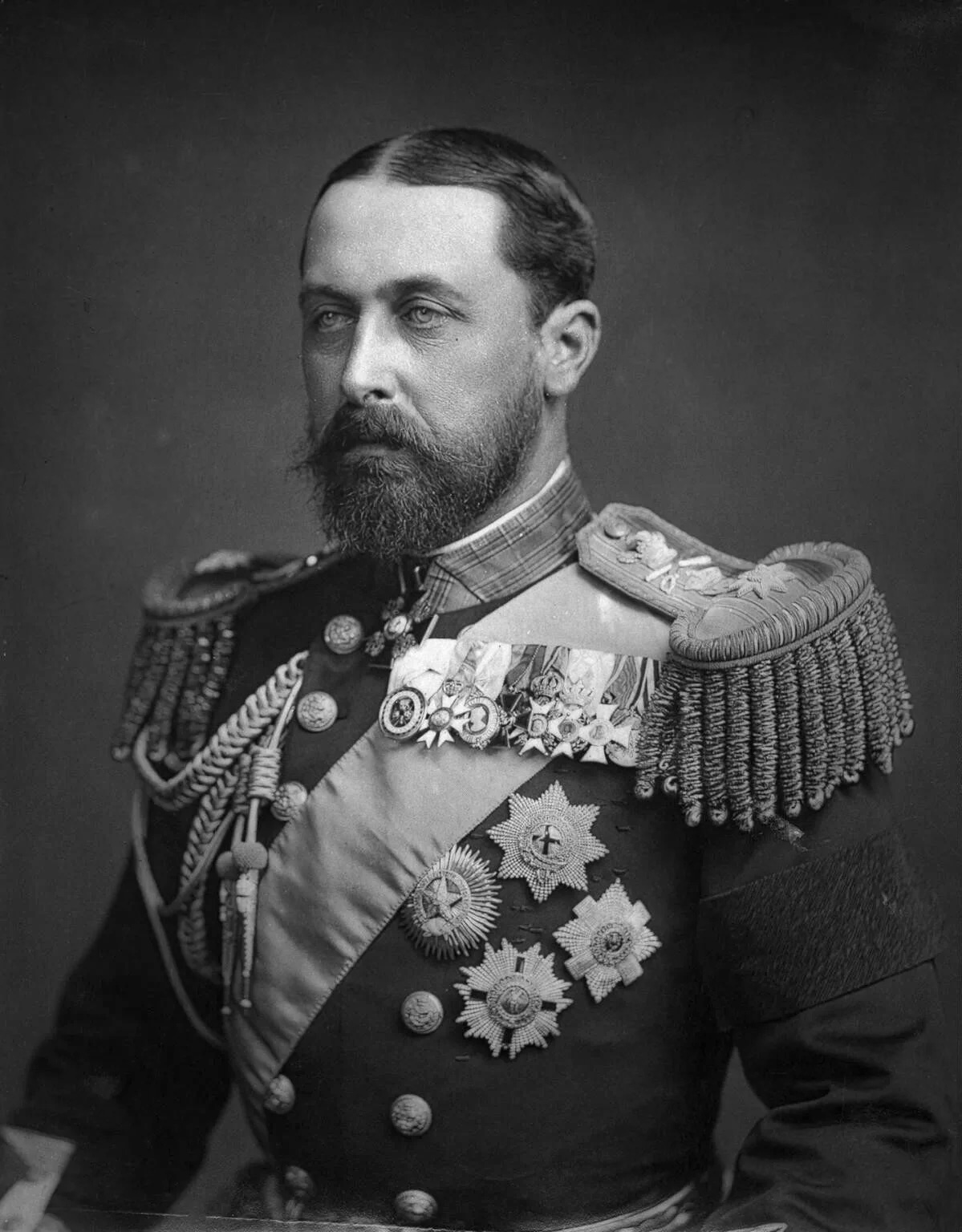
Alfred duke of Edinburgh conde de kent.

El título nobiliario de Conde de Kent ha sido creado varias veces en la nobleza de Inglaterra y una vez en la nobleza del Reino Unido. 
Véase también: Reino de Kent, Duque de Kent. 

## Condes de Kent, pre-Conquista
- Godwin de Wessex (1020-1053)
- Leofwine Godwinson (1053-1066)

## Condes de Kent, primera Creación (1067)
- Odo de Bayeux, conde de Kent y Obispo de Bayeux (muerto en 1097)

## Condes de Kent, segunda Creación (1141)
- William de Ipres, primer Conde de Kent (c. 1115–1162) (privado del título en 1155)

## Condes de Kent, tercera Creación (1227)
- Hubert de Burgh, primer Conde de Kent (muerto en 1243)

## Condes de Kent, cuarta Creación (1321)
- Edmundo de Woodstock, primer Conde de Kent (1301–1330)
- Edmund, segundo Conde de Kent (muerto en 1333)
- John, tercer Conde de Kent (1330–1352)
- Juana de Kent, condesa de Kent (1331–1385)

## Condes de Kent (1360)
Los condes de Kent de la cuarta Creación utilizaron Barón Holand (1353) como título secundario hasta 1408. 
- Thomas Holland, primer Conde de Kent (muerto en 1360)
- Thomas Holland, segundo Conde de Kent (1350–1397)
- Thomas Holland, primer Duque de Surrey (1374–1400)
- Edmund Holland, cuarto Conde de Kent (1384–1408)

## Condes de Kent, quinta Creación (1461)
- William Neville, primer Conde de Kent (muerto en 1463)

## Condes de Kent, sexta Creación (1465)
Los Greys fueron una familia de barones con amplias propiedades en Bedfordshire, Buckinghamshire y más tarde cerca de Ruthin en Gales. Alcanzaron una mayor importancia durante la Guerra de las Dos Rosas. Edmun Grey, Lord Grey de Ruthin, comenzó apoyando a los Lancaster pero cambió de bando en la Batalla de Northampton (1460) pasándose a los York. Fue miembro del Consejo de Eduardo IV , convirtiéndose en Lord Tesorero en 1463/4, fue nombrado Conde de Kent en 1465 y fue Guardián de la Torre de Londres en 1470. Se mantuvo leal a Ricardo III en su ascenso al poder tomando parte de la coronación en 1483. 
El hijo de Edmund, Jorge, el segundo Conde, continuó siendo leal a los York, casándose con Anne Woodville, una hermana de la esposa de Eduardo IV, Isabel Woodville (no eran parientes del primer marido de Elizabeth, Sir John Grey o de sus descendientes los Marqueses de Dorset). Posteriormente se casó con Catherine Herbert, hija de William Herbert, primer Conde de Pembroke (1423-1469). 
El tercer conde, Ricardo, fue hijo del segundo Conde y de Anne Woodville. Se endeudó rápidamente, probablemente por causa del juego, y se vio obligado a vender la mayor parte de sus propiedades. Una parte sustanciosa terminó en manos de la Corona; los historiadores discrepan acerca de lo que esto expresaba sobre la relación de Enrique VII con la aristocracia.
Fue sucedido por su hermanastro Enrique, hijo del II conde y Catherine Herbert. Enrique intentó, con poco éxito, recuperar las propiedades que su hermanastro Enrique vendió, y tuvo que vivir como un modesto caballero sin llegar a usar nunca el título de conde. 
- Edmund Grey, I conde de Kent (c. 1420–1498)
- George Grey, II conde de Kent (c. 1460–1503)
- Richard Grey, III conde de Kent (1481–1524)
- Henry Grey, IV conde de Kent (c.1495–d. 1562)
- Reginald Grey, V conde de Kent (d. 1573)
- Henry Grey, Vi conde de Kent (1541–1615)
- Charles Grey, VII conde de Kent (c. 1545–1623)
- Henry Grey, VIII conde de Kent (c. 1583–1639)
- Anthony Grey, IX conde de Kent (1557–1643)
- Henry Grey, X conde de Kent (1594–1651)
- Anthony Grey, XI conde de Kent (1645–1702)
- Henry Grey, I duque de Kent (1671–1740) (creado el Marquesado de Kent en 1706, Duque de Kent en 1710) (extinguido a su muerte)

## Condes de Kent, séptima creación (1866)
- Alfred, Duque de Edimburgo (1844–1900)